# Atlantis Marine Park

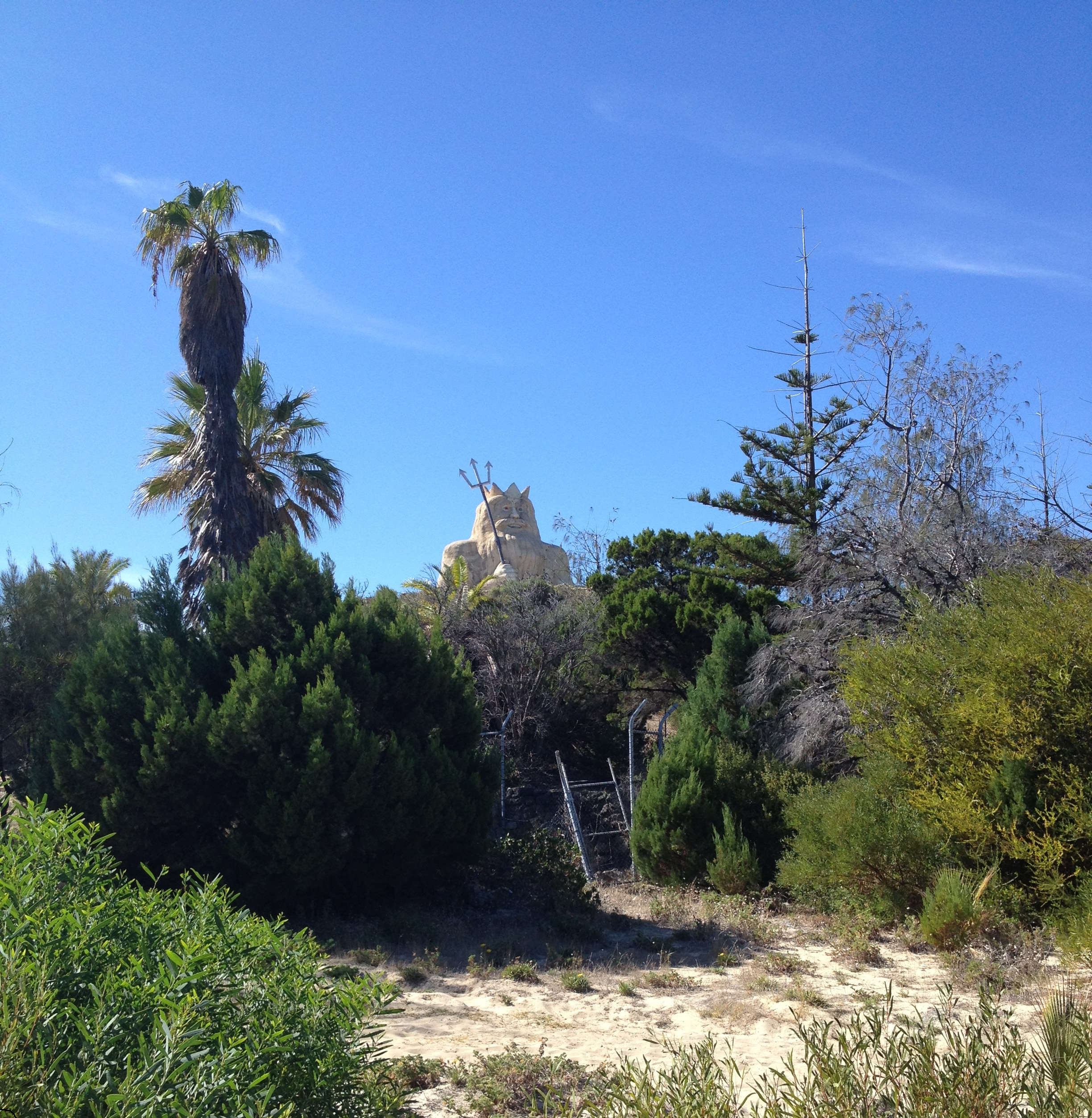
Statue de Neptune, en 2012.

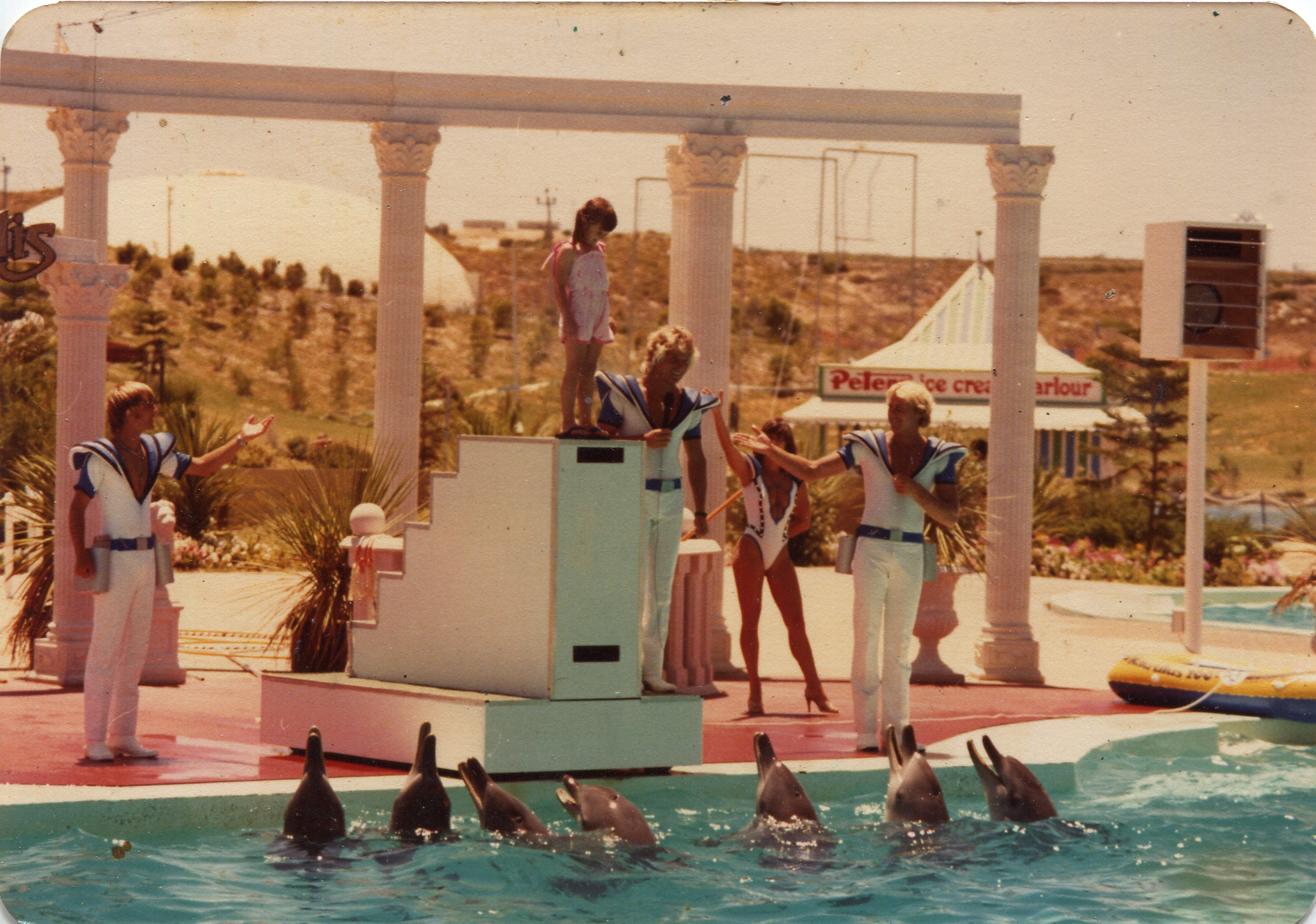
Le delphinarium en 1985

Atlantis Marine Park était un parc à thème privé australien construit en 1981 à Two Rocks (en), un village de pêcheurs à 60 kilomètres au nord de Perth, la capitale de l'Australie-Occidentale. Ce parc, propriété d'une entreprise japonaise, la Tōkyū Corporation, était une des attractions majeures du plan de la Yanchep Sun City de l'homme d'affaires Alan Bond. Il a fermé ses portes en août 1990 à la suite de difficultés financières.

## Historique
Dans les années 1970, Alan Bond achète 8 000 hectares de terre à Yanchep afin d'y construire une grande zone hôtelière et résidentielle. Le parc y est construit en 1981 dans l'espoir que la rapide extension de Perth s'accompagnerait d'une hausse proportionnelle du tourisme. Six mois avant l'ouverture du parc, sept grands dauphins sont capturés localement et entraînés pour réaliser des performances. Le parc est inauguré en présence du premier ministre d'Australie-Occidentale, Ray O'Connor, et du président de la Tōkyū Corporation, Noboru Gotoh. Dans son discours d'inauguration, ce dernier explique que l'Atlantis Marine Park est le premier élément d'un plan d'expansion ayant pour but de faire de la Yanchep Sun City, une zone de loisirs de première importance.
En 1988, un des dauphins était décédé et trois naissances avaient eu lieu, portant à neuf le nombre de dauphins détenus par le parc. En raison d'un changement dans la réglementation des delphinariums, le parc devait en conséquence construire un bassin plus grand. Cette contrainte financière, associée aux pertes importantes enregistrées par le parc, fut à l'origine de la décision de fermeture en août 1990.

## Projet de réintroduction des dauphins
À la fermeture du parc, l'entreprise propriétaire, la Tōkyū Corporation, accepte la proposition du docteur vétérinaire et chercheur Nick Gales, de financer la réintroduction des dauphins dans l'océan. Le projet de réintroduction débute en mars 1991 au sein des bassins du parc puis se continue dans un enclos en mer à la marina de Two Rocks en octobre 1991. Les dauphins sont relâchés en janvier 1992.
La réintroduction initiale rencontra des problèmes, certains dauphins perdant du poids de manière alarmante. Trois d'entre eux furent capturés à nouveau et replacé dans l'enclos en mer. Ils ne purent être réintroduits et furent finalement transférés à l'Underwater World de Perth (actuel Aquarium of Western Australia) où ils sont morts à la fin des années 1990.

## Situation actuelle
Depuis sa fermeture en 1990 le parc est abandonné et vandalisé. Il fut cependant mis en avant dans le programme All Over the Place - Australia de la CBBC en mars 2014. Le site est actuellement possédé par des promoteurs immobiliers, le Fini Group. Un plan conservant certaines parties historique du parc, comme la statue de Neptune, a été proposé à la Cité de Wanneroo pour transformer le site en zone commerciale.
Après plusieurs mois de restauration, la statue de Neptune et ses environs ont été rouverts au public en mai 2015. Cette statue avait été au préalable déclaré monument historique par le Western Australian Heritage Council en 2006.